# Heroes of Might and Magic III: The Restoration of Erathia
Heroes of Might and Magic III: The Restoration of Erathia (ook wel Heroes III genoemd) is een turn-based strategy spel ontworpen door New World Computing voor Microsoft Windows. Het spel is het derde deel in de Heroes of Might and Magic serie. In tegenstelling tot de cartoon-achtige graphics in de vorige twee Heroes spellen had Heroes III meer serieus ogende graphics.

## Verhaallijn
Heroes of Might and Magic III speelt zich af tussen Heroes II en Might and Magic VII. Might and Magic VI speelt zich ongeveer tegelijkerijd af, maar op een ander continent. Er wordt van uitgegaan dat de successieoorlog die zich in Heroes II afspeelde is gewonnen door Koning Roland Ironfirst.
Na haar huwelijk met Roland keert Koningin Catherine terug naar haar thuisland Erathia om de begrafenis van haar vader, Koning Gryphonheart, bij te kunnen wonen. Bij haar aankomst, blijkt dat Erathia wordt binnengevallen vanuit het oosten door de gecombineerde legers uit het onderaardse rijk Nighon en het duivelsrijk Eofol. Bovendien hebben het reptielenrijk Tatalia en het dorre hertogdom Krewlod van de gelegenheid gebruik gemaakt om het westen binnen te vallen en zijn daar vervolgens met elkaar slaags geraakt over de buit. Catherine reorganiseert het leger om een tegenaanval mogelijk te maken en de invallers uit Erathia te verdrijven. Ook het necromancersrijk Deyja is het land binnengevallen vanuit het noorden, en lijkt de hand te hebben gehad in de dood van de koning waarna het rijk in anarchie verzonk en een prooi werd voor de buurlanden.
Catherine trekt op naar de hoofdstad en verslaat eerst Nighon en Eofol, en vervolgens Krewlod en Tatalia. Daarna trekt ze ten strijde tegen de necromancers die de oorlog eigenlijk ook zat blijken te zijn. Uiteindelijk ontdekt ze dat het kwaad van binnen komt: Lord Haart, de trouwste vazal van de koning, blijkt een geheime necromancerscultus te hebben geleid die door de koning werd opgerold. Uit wraak vergiftigde hij Gryphonheart en veranderde hem in een lich, waarna hij alle vijf buurlanden uitnodigden het rijk Erathia onder elkaar te verdelen. Catherine levert de verrader uit aan haar ondode vader, die hem doodt en eindelijk vrede heeft. Ook de moegestreden buurlanden sluiten vrede, maar in de bonuscampagne blijkt dat de elven van AvLee de arrogantie van de menselijke Erathianen zat zijn, in opstand komen, en een eigen rijk willen stichten.
Het verhaal van het spel wordt verder verteld door middel van de zeven campagnes (Campaigns), die zich afwisselend afspelen rondom koningin Catherine en haar bondgenoten en de binnendringende legers.

## Campaigns
- Long Live the Queen: Catherine keert terug naar Erathia en probeert de verdedigingslinie aan de kust van Erathia weer op te bouwen door Erathia’s bekende bondgenoten, de Angels en de Griffons, te hulp te roepen.

- Dungeons and Devils behandelt de Nighon en Eeofol veroveringen van Steadwich, de hoofdstad van Erathia. De campaign verandert tussen de Dungeon en de Inferno legers en stelt de speler in staat te kiezen welk van de twee in het laatste level moet meedoen.

- Spoils of War draait om een huursoldaat die voor beide partijen werkt. Net als in “Dungeons and Devils” kan een speler kiezen tussen de twee partijen voor het laatste level.

- Liberation deze campaign kan alleen worden geopend als de vorige drie zijn uitgespeeld. Het behandelt koningin Catherine’s alliantie met het elfenkoninkrijk AvLee en het tovenaarskoninkrijk Bracada, de herovering van Steadwich en de terugtrekking van de binnengedrongen legers uit Erathia.

- Long Live the King draait om de plannen van de Necromancers om koning Gryphonheart (Catherine’s vader) te doen opstaan uit de dood als hun ondode leider.

- Song for the Father kan alleen worden geopend als “Long Live the King” en “Liberation” zijn uitgespeeld. Nu de legers van Nighon en Eeofol zich massaal terugtrekken sluiten de Necromancers zich aan bij Catherine wanneer koning Gryphonheart aan hun controle ontsnapt en zich tegen hen keert.

- Seeds of Discontent een bonus campaign die alleen kan worden geopend nadat “Song for the Father” is uitgespeeld. Jaren terug vochten de legers van Erathia en Avlee over een stuk land. De mensen die in deze regio wonen maken zich nu klaar om te vechten voor hun onafhankelijkheid.

## Spel
De hoofdlijnen van de manier van spelen in Heroes III zijn dezelfde als in Heroes I en II. Ook in dit deel bestuurt de speler een aantal helden en hun legers. Elke held kan zeven verschillende soorten wezens meenemen, maar er is geen limiet aan hoeveel van deze wezens een held bij zich heeft. Net als in de vorige twee delen doet de held zelf niet mee in een gevecht, maar hij kan zijn leger bijstaan met spreuken. Ook zijn vaardigheden helpen zijn leger.
Net als in Heroes I hebben de helden als basisvaardigheden “attack”, “defense”, “magic power” en “knowledge”. In totaal kan een held acht vaardigheden leren op verschillende niveaus. Verschillende voorwerpen die de held onderweg verzamelt verhogen ook zijn vaardigheden.
Het magiesysteem in Heroes III is gecategoriseerd volgens de vier klassieke elementen: water, vuur, lucht en aarde. Een held met een hoog level in een bepaalde magische vaardigheid kan spreuken uit die categorie sterker maken en gebruiken zonder al te veel spell points te verliezen.

## Steden
Er zijn acht verschillende steden in “Heroes of Might and Magic III”. De drie “goede” steden (castle, tower en rampart), de drie “slechte” steden (inferno, dungeon en necropolis) en de twee “neutrale steden (fortress en stronghold). Elke stad bevat veertien unieke wezens: zeven standaard level wezens, die elk een upgrade kunnen ondergaan naar een sterkere vorm.
Elke stad heeft ook twee soorten helden: een die zich meer richt op gevechten (Might) en een die zich meer richt op spreuken (Magic).
- Castle: is de vestiging van de mensen in Heroes III. De legereenheden van deze stad zijn (namen zijn vermeld als “basis vorm”/“geüpgraded vorm”) pikemen/halberdiers, archers/marksmen, griffins/royal griffins, swordsmen/crusaders, monks/zealots, cavalry/champions en angels/archangels. Castles hebben veel hout nodig om alle upgrades te bereiken, en Castle eenheden geven de voorkeur aan grasland. De “Might” held is de Knight en de “Magic” held is de Cleric.

- Tower: de thuisbasis van de tovenaars en hun magische dienaren, gebouwen en bondgenoten. De eenheden van de Tower zijn: gremlins/master gremlins, stone gargoyles/obsidian gargoyles, stone golems/iron golems, magi/archmagi, genies/master genies, nagas/naga queens en giants/titans. Towers hebben veel edelstenen nodig en zijn in het voordeel in een sneeuwlandschap. De Might held is de Alchemist en de Magic held de Wizard.

- Rampart: de thuishaven van natuurwezens en hun verdedigers. Hun eenheden zijn centauren/centaur captains, dwarves/battle dwarves, wood elves/grand elves, pegasus/silver pegasus, dendroid guards/dendroid soldiers, unicorns/war unicorns, green dragons/gold dragons. De Might held is de Ranger en de Magic held de Druid. Ramparts hebben vooral kristallen nodig en hun eenheden geven de voorkeur aan grasland.

- Inferno een duistere stad die doet denken aan de hel. Hun eenheden zijn: imps/familiars, gogs/magogs, hell hounds/cerberus, demons/horned demons, pit fiends/pit lords, efreets/efreet sultans en devils/archdevils. De Might held is de Demoniac en de Magic held de Heretic. Inferno’s hebben vooral kwik nodig en zijn in het voordeel in “wastelands”.

- Dungeons: thuis voor de wezens die het liefste onder de grond wonen. Hun eenheden zijn: troglodytes/infernal troglodytes, harpies/harpy hags, beholders/evil eyes, medusas/medusa queens, minotaurs/minotaur kings, manticores/scorpicores en red dragons/black dragons. Hun Might held is de Overlord en de Magic held de Warlock. Dungeons hebben vooral zwavel nodig en hun eenheden vechten vooral in ondergrondse gebieden het best.

- Necropolis: de spookstad van de ondoden. Alle wezens van een Necropolis zijn ondood wat hen immuun maakt voor enkele spreuken en effecten. Ze zijn echter zwak tegenover heilige spreuken. Hun eenheden zijn: skeletons/skeleton warriors, walking dead/zombies, wights/wraiths, vampires/vampire lords, liches/power liches, black knights/death knights, bone dragons/ghost dragons. De ondoden hebben ongeveer evenveel van alle grondstoffen nodig, hoewel voor het rekruteren van Ghost Dragons extra veel kwik nodig is. Hun Might held is de Death Knight en hun Magic held de Necromancer.

- Strongholds: worden bewoond door veel brute en barbaarse wezens. Hun eenheden zijn: goblins/hobgoblins, wolf riders/wolf raiders, orcs/orc chieftains, ogres/ogre magi, rocs/thunderbirds, cyclopes/king cyclopes en behemoths/ancient behemoths. Strongholds hebben vooral erts nodig en hun troepen zijn in het voordeel in woestijnen. Hun Might held is de Barbarian en de Magic held de Battle Mage.

- Fortress: huisvest vooral reptielachtige wezens zoals: gnolls/gnoll marauders, lizardmen/lizard warriors, serpent flies/dragon flies, basilisks/great basilisks, gorgons/mighty gorgons, wyverns/wyvern monarchs en hydras/chaos hydras. Fortresses hebben net als de Necropolis evenveel nodig van alles en hun troepen zijn vooral in het voordeel in moerassige gebieden. Hun Might held is de Beastmaster en de Magic held de Witch.

## Uitbreidingen
Voor Heroes III bestaan twee uitbreidingsspellen:
- Heroes of Might and Magic III: Armageddon’s Blade: voegt een negende stad toe aan het spel, Conflux, en de bijbehorende nieuwe wezens, helden en gebouwen. Bevat ook zes nieuwe campaigns.
- Heroes of Might and Magic III: The Shadow of Death: voegt zeven nieuwe campaigns en nieuwe voorwerpen toe aan het spel.

Later werden Heroes III en de twee uitbreidingsspellen samen verkocht als “Heroes of Might and Magic III Complete”.